# Палеонтологический музей (Париж)

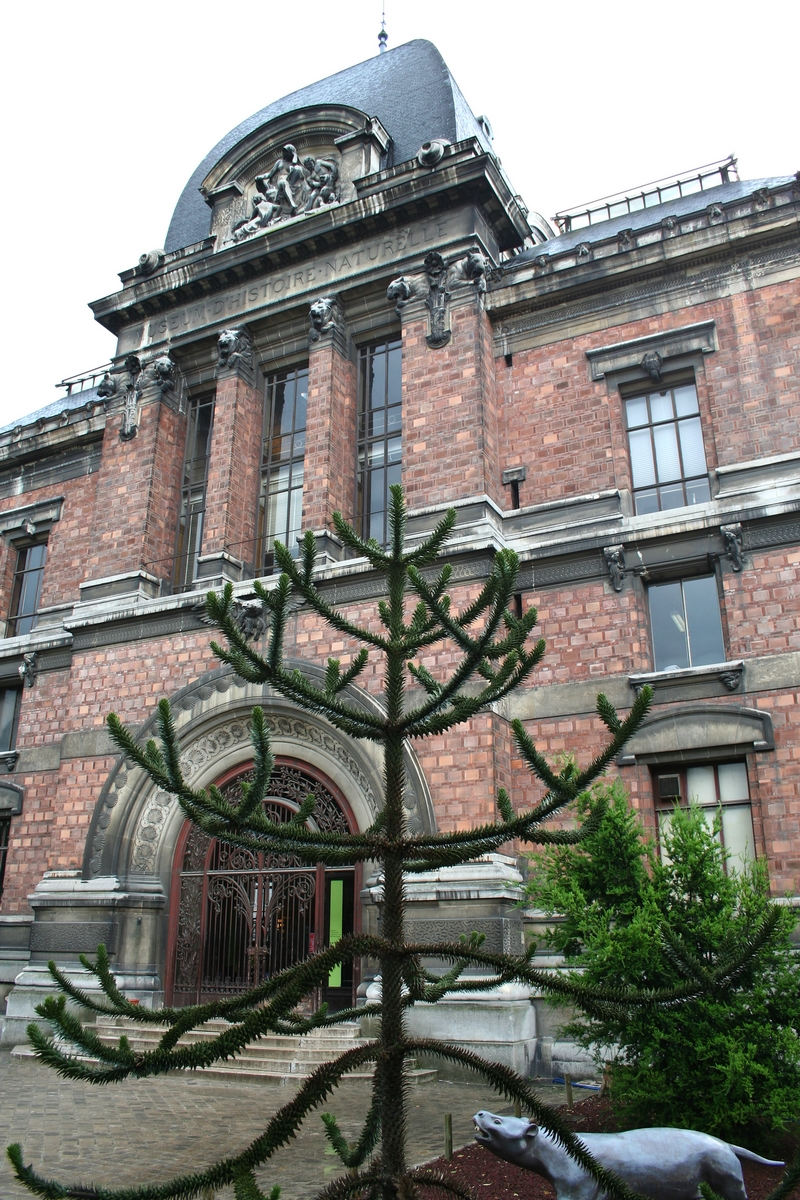
Вход в музей

Галерея сравнительной анатомии и палеонтологии (фр. Galeries d'Anatomie comparée et de Paléontologie) является частью Парижского музея естествознания.
Всего в галерее собраны около 2500 ископаемых остатков, из которых 650 целых скелетов и почти 1000 препаратов (то есть примерно 1/10 из 40 тысяч видов ныне живущих планете позвоночных). Они были собраны в течение XVIII и XIX веков для зверинца при Саде растений. Коллекция демонстрирует более 600 миллионов лет истории жизни на Земле, а также иллюстрирует историю биологии и дебатов о происхождении и эволюции живых существ.
Ископаемые остатки со всех частей света хронологически показывают главные этапы эволюции.
1-й этаж — композиция воображаемого стада позвоночных — видов ныне живущих и уже исчезнувших.
2-й этаж — на балконе представлена панорама групп беспозвоночных и частично палеоботаническая коллекция.

## История здания
Галерея, открытая для публики в 1898 году, перед Всемирной выставкой 1900 года, была построена по проекту архитектора Луи-Фердинанда Дютера. Архитектура здания отражает стиль той эпохи — лучевая конструкция с металлическим консолями, дополненная стеклом и камнем. Дютер, создав (с помощью многих других дизайнеров, таких как Л.Бонье и Е.Робер) декорации, вдохновляющие натуралистов, стал одним из предвестников стиля ар-нуво.
Представленная в качестве символа природного разнообразия, анатомическая коллекция галереи помогла распространению теории эволюции во Франции. Дух естествоиспытательства и конца XIX века полностью сохранён в этом историческом здании и содержащихся в нём коллекциях.

## Экспонаты
Скелеты, использовавшиеся при первом описании видов:
- Южный гладкий кит (Eubalaena australis) — описанный Демуланом в 1822 г.
- Горбатый кит — описанный Кювье в 1823
- Южный плавун — описанный Дювернуа в 1851
- Проехидна Брюйна — описанная Жерво в 1877

Исторические экспонаты:
- Носорог из версальского зоопарка
- Орангутанг правителя Голландии
- Жираф правителя Голландии
- Ибис Жоффроя Сан-Хилэра

Виды, исчезнувшие недавно:
- Стеллерова корова, исчезла с 1768
- Квагга (Equus quagga quagga), исчезла с 1883
- Сирийский кулан (Equus hemionus hemippus), исчез в конце XIX века
- Сумчатый волк (Thylacines cynocephalus), исчез в 2008

Скелеты редчайших животных:
- Окапи
- Нарвал
- Латимерия

Самый большой скелет галереи — финвал (Balaenoptera physalus).

## Практическая информация
Галерея находится на территории парижского ботанического сада, ближайшие станции метро — Гар д’Остерлиц и Жюссьё.
Время работы: 10:00 — 17:00, музей закрыт по вторникам и 1 мая.
Летом (с апреля по сентябрь) по субботам, воскресеньям и праздничным дням музей открыт до 18:00.